# Franz Graf (Politiker, 1837)

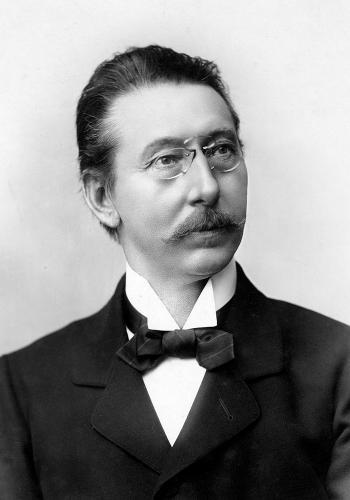
Franz Graf um 1905

Franz Graf (* 23. September 1837 in Nägelsdorf bei Straden; † 31. Dezember 1921 in Graz) war ein österreichischer Politiker (Deutsche Volkspartei) und Industrieller. Er war 1868 und 1869 Abgeordneter zum steirischen Landtag und bekleidet (mit Unterbrechungen) von 1897 bis 1912 das Amt des Grazer Bürgermeisters. Damit setzte sich die streng deutschnationale Ausrichtung der Stadtpolitik, die spätestens unter seinem Vorgänger Ferdinand Portugall begonnen hatte, fort. Latente politische und gesellschaftliche Krisen machten Grafs Bürgermeisterschaft zu einem der turbulentesten Kapitel der Grazer Geschichte.

## Leben und Karriere
Franz Graf wurde am 23. September 1837 in der Ortschaft Nägelsdorf in eine bis ins Jahr 1684 in der Gegend von Straden zurückverfolgbare Bauernfamilie geboren. Nach dem Besuch des Gymnasiums in Marburg an der Drau studierte er an den Universitäten Wien und Graz und schloss in letztgenannter Stadt im Jahre 1862 sein Studium der Rechts- und Staatswissenschaften mit dem Doktorat ab. In weiterer Folge trat er in den Dienst des steiermärkisch-kärntnerisch-krainischen Oberlandesgerichtes, ehe er im Jahre 1873 zum Staatsanwaltsubstitut wurde und im April 1876 freiwillig resignierte. Daraufhin trat er in die Geschäftsführung der Brauerei Puntigam als Teilhaber ein. Diese Möglichkeit hatte sich über seine Gattin Therese (s. u.) ergeben.
Abgesehen von seiner kurzfristigen Mitgliedschaft im Steirischen Landtag 1868 und 1869 galt Grafs politisches Engagement vor allem der Stadt Graz. Von 1880 bis 1884 und danach wieder ab 1890 gehörte er dem dortigen Gemeinderat an Sein wichtigstes politisches Amt erreicht er am 3. Mai 1897, als er zum Bürgermeister von Graz gewählt wurde. Nach kurzer Zeit im Amt wurde er von der Auswirkungen der Badeni-Krise (auch: Badeni-Aufstand) eingeholt. Ministerpräsident Badeni hatte mit einer „Sprachverordnung“ die vollkommene Zweisprachigkeit von Behörden in Böhmen und Mähren veranlasst. Infolge wechselseitiger Repressalien auf politischer und gesellschaftlicher Ebene schaukelte die Diskussion sich zu einer offenen Konfrontation zwischen deutschnationalen und slawischen bzw. deutsch-klerikalen Politikern bzw. deren Anhängern (vgl. z. B. den preußischen Kulturkampf) hoch. Im November 1897, im Vorfeld der Gemeinderatswahlen, fand in Graz eine Kundgebung von Studenten und Arbeitern, deren gemeinsames Feindbild die klerikalen Vertreter im Reichsrat und in der Stadt waren. Die Proteste wurden durch die in Graz stationierten bosniakischen Soldaten des Bosnisch-hercegovinisches Infanterie-Regiment Nr. 2 („Zweierbosniaken“) überwacht. Als es in der engen Murgasse zu Pflastersteinwürfen kam, eröffneten die Bosniaken eine Salve und trafen dabei einen Schlosser tödlich. Zusätzlich gab es 20 zum Teil schwer verletzte Demonstranten. Der Gemeinderat protestierte heftig und forderte, dass nur mehr deutschsprachige Truppen für solche Einsätze herangezogen werden sollten. Infolge schwelte ein Konflikt zwischen der Stadtregierung und dem Militär bzw. der Statthalterei, welche den Gemeinderat am 28. Mai 1898 „wegen Überschreitung der Befugnisse“ auflöste. Der k.k. Bezirkshauptmann Heinrich Freiherr von Hammer-Purgstall wurde interimistisch als Bürgermeister eingesetzt.
Nach durchgeführten Neuwahlen für den Gemeinderat wurde Graf am 25. Oktober 1898 erneut zum Grazer Bürgermeister und war in diesem Amt bis 9. Jänner 1905 tätig. In diese Zeit fiel unter anderem die Errichtung des Opernhauses Graz, das am 16. September 1899 feierlich eröffnet wurde. Danach fungierte Graf von 23. Jänner 1905 bis 25. April 1912 ein weiteres Mal als Grazer Bürgermeister. Unter seine gesamten Amtszeiten fielen der Bau von Schulen, Volksbädern, des städtischen Amtshauses, eines Kinderasyls und Waisenhauses, sowie der Kauf einer Industriehalle und Gründen für Parkanlagen.
Grafs Frau Therese (Theresia), geb. Hold, war die Tochter des 1872 verstorbenen Besitzers der Puntigamer Brauerei Franz Hold, der das Unternehmen seit 1840 besessen hatte. Therese  Graf verstarb bereits 1880, infolge blieb Graf Witwer. Von den gemeinsamen Kindern spielte vor allem der Kunsthistoriker Robert Graf (1878–1952) im Kulturleben der Stadt zwischen dem Ersten und Zweiten Weltkrieg eine hervorragende Rolle. Am 23. September 1907, seinem 70. Geburtstag, wurde Franz Graf zum Ehrenbürger der Stadt Graz ernannt. Im Jahre 1912 wurde die bisher als Theaterallee bekannte rund 100 Meter lange Straße direkt vor dem Opernhaus Graz ihm zu Ehren in Franz-Graf-Allee umbenannt. Am 31. Dezember 1921 verstarb Graf 84-jährig in Graz.